# Joffre (lớp tàu sân bay)
Lớp tàu sân bay Joffre là một lớp bao gồm hai tàu sân bay được Pháp dự định chế tạo trước Chiến tranh Thế giới thứ hai. Chỉ có một chiếc được đặt lườn, và nó vẫn chưa được hạ thủy khi dự án bị hủy bỏ vào năm 1940.

## Bối cảnh
Lớp Joffre được thiết kế để cung cấp cho Hải quân Pháp kiểu tàu sân bay hạm đội có nhiều khả năng hơn chiếc Béarn đang hoạt động. Béarn đã trở nên lạc hậu một cách vô vọng vào cuối những năm 1930, vì việc thiết kế tàu sân bay của Pháp đã không theo kịp với sự phát triển tại các nước khác, đồng thời cũng do nó không được thiết kế ngay từ lúc đặt lườn như một tàu sân bay, mà được cải biến từ một thiết giáp hạm thuộc lớp Normandie. Joffre được thiết kế nhằm khắc phục những thiếu sót đó, nhưng khả năng của nó cũng bị giới hạn.
Chiếc Joffre dẫn đầu được đặt lườn vào ngày 26 tháng 11 năm 1938, nhưng việc Chiến tranh Thế giới thứ hai ập đến đã khiến công việc chế tạo bị chậm lại và cuối cùng ngừng hẳn vào tháng 6 năm 1940, khi Pháp bị Đức chiếm đóng. Công việc chế tạo Joffre không được người Đức tiếp tục, và lườn tàu đã đóng được một phần bị tháo dỡ. Chiếc thứ hai trong kế hoạch, Painlevé, chưa bao giờ được đặt lườn.
Trong diễn biến của cuộc chiến, việc thiếu vắng một không lực thuộc hải quân không ảnh hưởng nhiều đến Hạm đội Pháp, vì Pháp đã thất trận trong cuộc chiến trên bộ trước khi Hải quân có thể đóng một vai trò đáng kể nào đó.